# جکسون وایت (بازیگر)
جکسون جیمز وایت (انگلیسی: Jackson James White) یک بازیگر آمریکایی است. 

## زندگی شخصی
جکسون وایت از جک وایت و کیتی ساگال به دنیا آمد و از لس آنجلس و نشویل بزرگ شد. او یک خواهر بزرگتر به نام سارا و یک خواهر ناتنی کوچکتر به نام اسمی دارد.